# Sieroty
Sieroty (niem. Schieroth, 1936-1945 Schönrode) – wieś sołecka w Polsce, położona w województwie śląskim, w powiecie gliwickim, w gminie Wielowieś.
W latach 1975–1998 wieś administracyjnie należała do województwa katowickiego.

## Nazwa
Nazwa miejscowości wywodzi się od polskiej nazwy określającą dom osieroconych dzieci. Niemiecki językoznawca Heinrich Adamy w swoim dziele o nazwach miejscowych na Śląsku wydanym w 1888 roku we Wrocławiu jako najstarszą nazwę wymienia ją w obecnej polskiej formie Sieroty podając jej znaczenie "Waisenhaus" czyli w języku polskim "Sierociniec". Nazwa została początkowo fonetycznie zgermanizowana przez Niemców na Schierot, a później Schieroth w wyniku czego straciła swoje pierwotne znaczenie.
W księdze łacińskiej Liber fundationis episcopatus Vratislaviensis (pol. Księga uposażeń biskupstwa wrocławskiego) spisanej za czasów biskupa Henryka z Wierzbna w latach 1295–1305 miejscowość wymieniona jest w zlatynizowanej formie Syrot.
W alfabetycznym spisie miejscowości na terenie Śląska wydanym w 1830 roku we Wrocławiu przez Johanna Knie wieś występuje pod zniemczoną nazwą – Schieroth. Wymienia on również dwa folwarki leżące w pobliżu Gwozdz oraz Koźarnia. W 1936 roku ze względu na polskie pochodzenie nazistowska administracja III Rzeszy zmieniła zgermanizowaną nazwę na nową, całkowicie niemiecką – Schönrode

## Integralne części wsi
| SIMC    | Nazwa    | Rodzaj    |
| ------- | -------- | --------- |
| 0223533 | Chwoszcz | część wsi |

## Historia
Pierwsze wzmianki o wsi pochodzą z 1299 roku. Od 1712 roku osada była w posiadaniu rodziny von Wrochem. Wraz z ręką Barbary von Wrochem (zm. w 1805 roku) zostały przejęte przez Gustawa Maurycego von Stockmann.
Po II wojnie światowej wysiedlono większość mieszkańców pochodzenia niemieckiego.

## Zabytki
- Kościół Wszystkich Świętych – kościół parafialny. Parafia powstała z początkiem XIII wieku. W dokumentach jest wzmiankowana w roku 1299. Z kroniki parafialnej wynika, że Sieroty zawsze stanowiły samodzielną parafię, do której należały Chwoszcz i Zacharzowice. Pod koniec XVI wieku, kościół został przejęty przez protestantów. W 1629 roku został zwrócony katolikom. Obecny kościół zbudowano w 1479 roku, jednakże był on wykonany z kamienia. W roku 1700 znaczna część kościoła uległa spaleniu. Wypalona nawa została zastąpiona w 1707 roku nową drewnianą. Należy zwrócić jeszcze uwagę na dzwonnicę, która do roku 1770 stała na uboczu, po czym wymieniona została na wieżę drewnianą przylegającą do kościoła. Wnętrze nawy ozdabiają, mocno już starte, jednak jeszcze widoczne malowidła ścienne. Pochodzą one z 1470 roku. W późniejszych latach zostały zamalowane po czym w 1935 roku ponownie je odsłonięto. W 2007 roku zostały odrestaurowane.

Kościół leży na szlaku architektury drewnianej województwa śląskiego.
- Zabytkowy krzyż – znajduje się przy trasie poznańskiej przy ulicy Słonecznej. Historycy odkryli, że krzyż ten został zbudowany na cześć Krzywoustego.

## Turystyka
Przez wieś przebiega szlak turystyczny:
- – Szlak Zacharzowicki